# Nexuiz
Nexuiz is een vrije first-person shooter die beschikbaar is onder de GNU General Public License. Het is speelbaar op Windows, Linux, Unix (X Window System) en Mac OS X. Het is ontwikkeld door Alientrap Software en de eerste versie werd uitgebracht op 31 mei 2005. De huidige versie, 2.5.2, is uitgebracht op 29 augustus 2009. Nexuiz maakt gebruik van de DarkPlaces game-engine, een aanpassing van de Quake-engine.

## Logo
Het logo van Nexuiz is gebaseerd op het Chinese teken 力 wat kracht/sterkte betekent.

## Geschiedenis
Nexuiz begon oorspronkelijk als modificatie van Quake door Lee Vermeulen in de zomer van 2001. Later werd het spel overgezet naar de DarkPlaces engine van Forest Hale die zich ook aansloot bij het project. Op 31 mei 2005 werd Nexuiz 1.0 uitgebracht, volledig onder GNU General Public License.
Na versie 2.5.2 werd de ontwikkeling gestaakt. Er volgden twee afsplitsingen: Xonotic en Rexuiz. Xonotic vaart een eigen koers; Rexuiz probeert zoveel mogelijk van Nexuiz te behouden. 

## Afbeeldingen

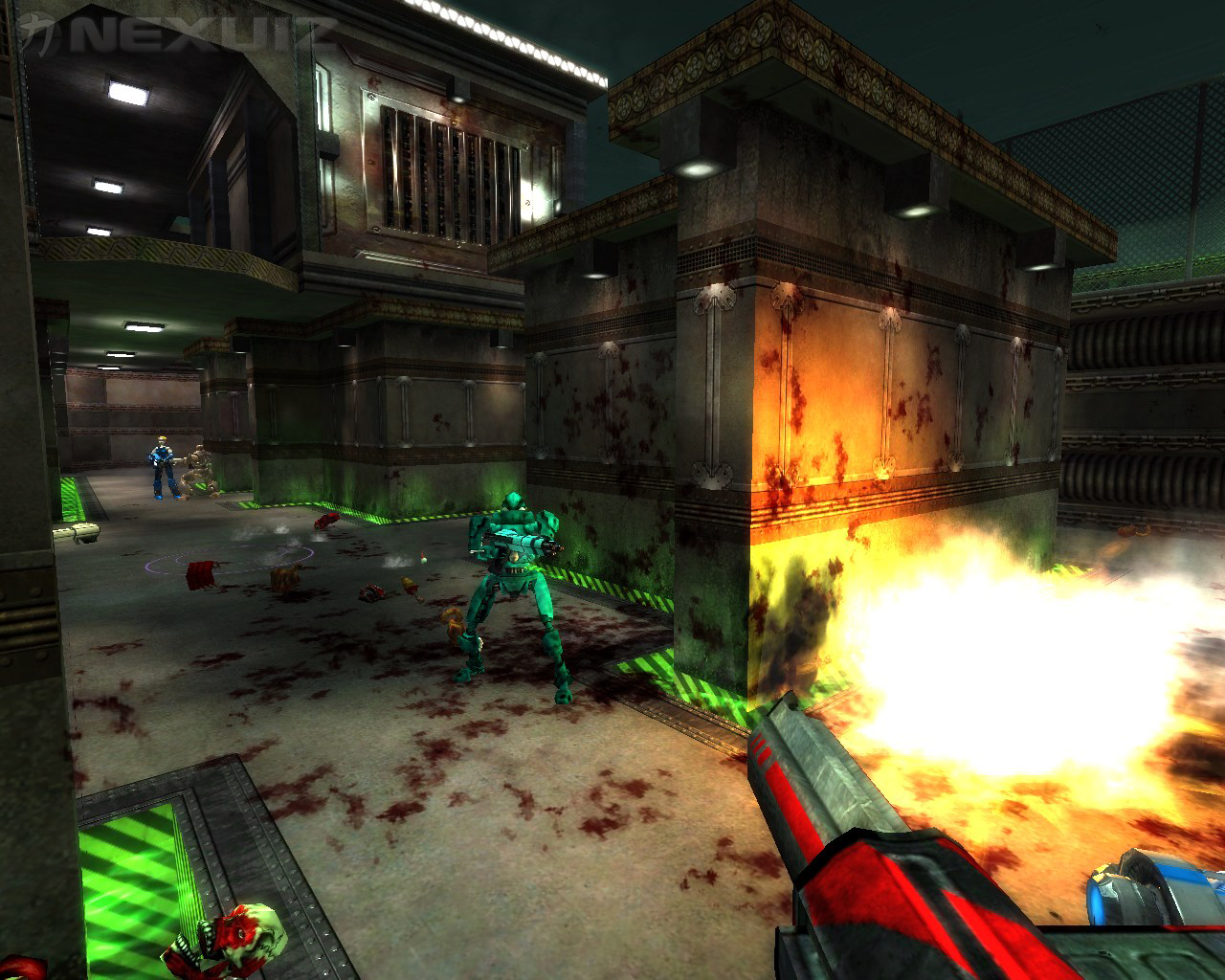
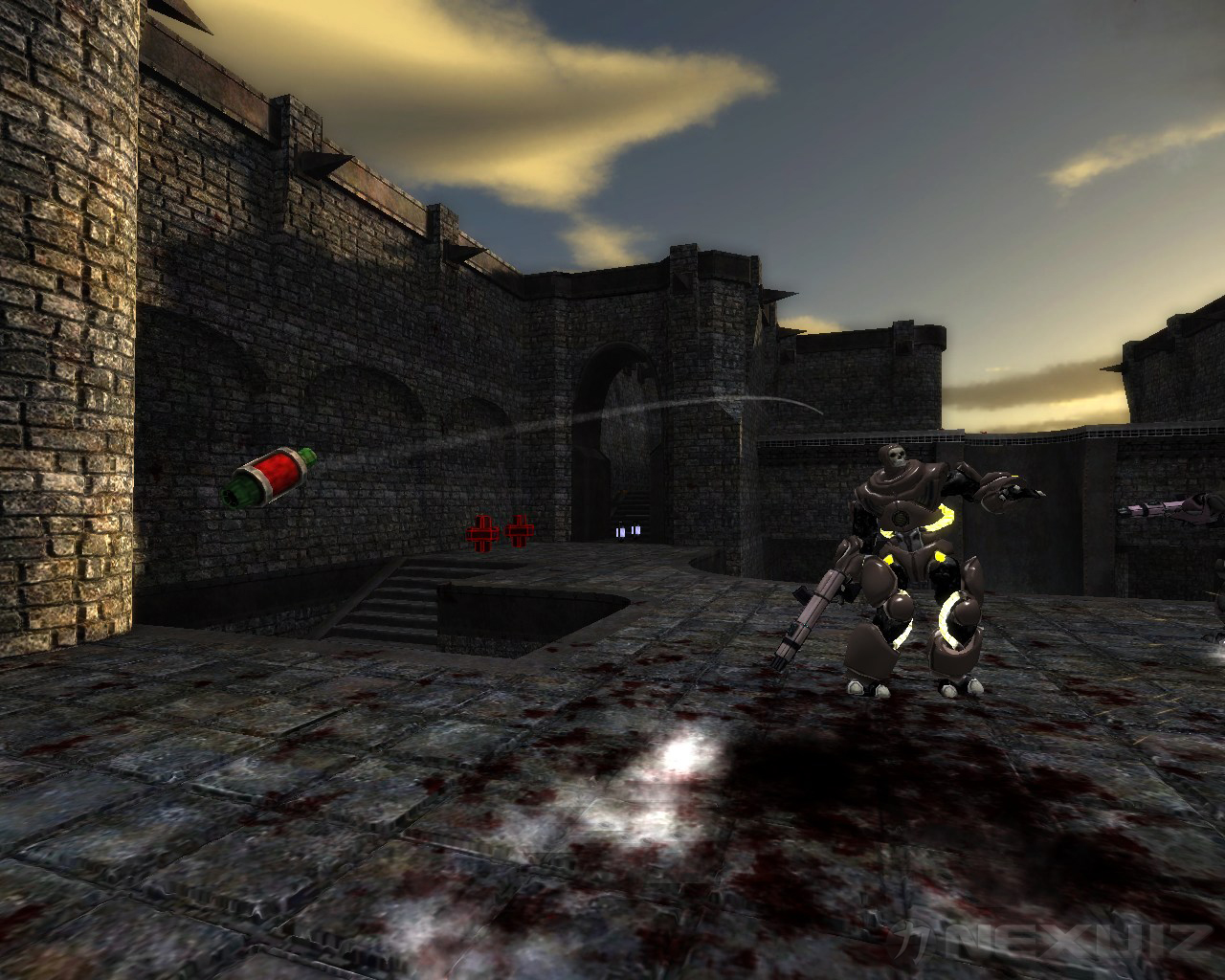
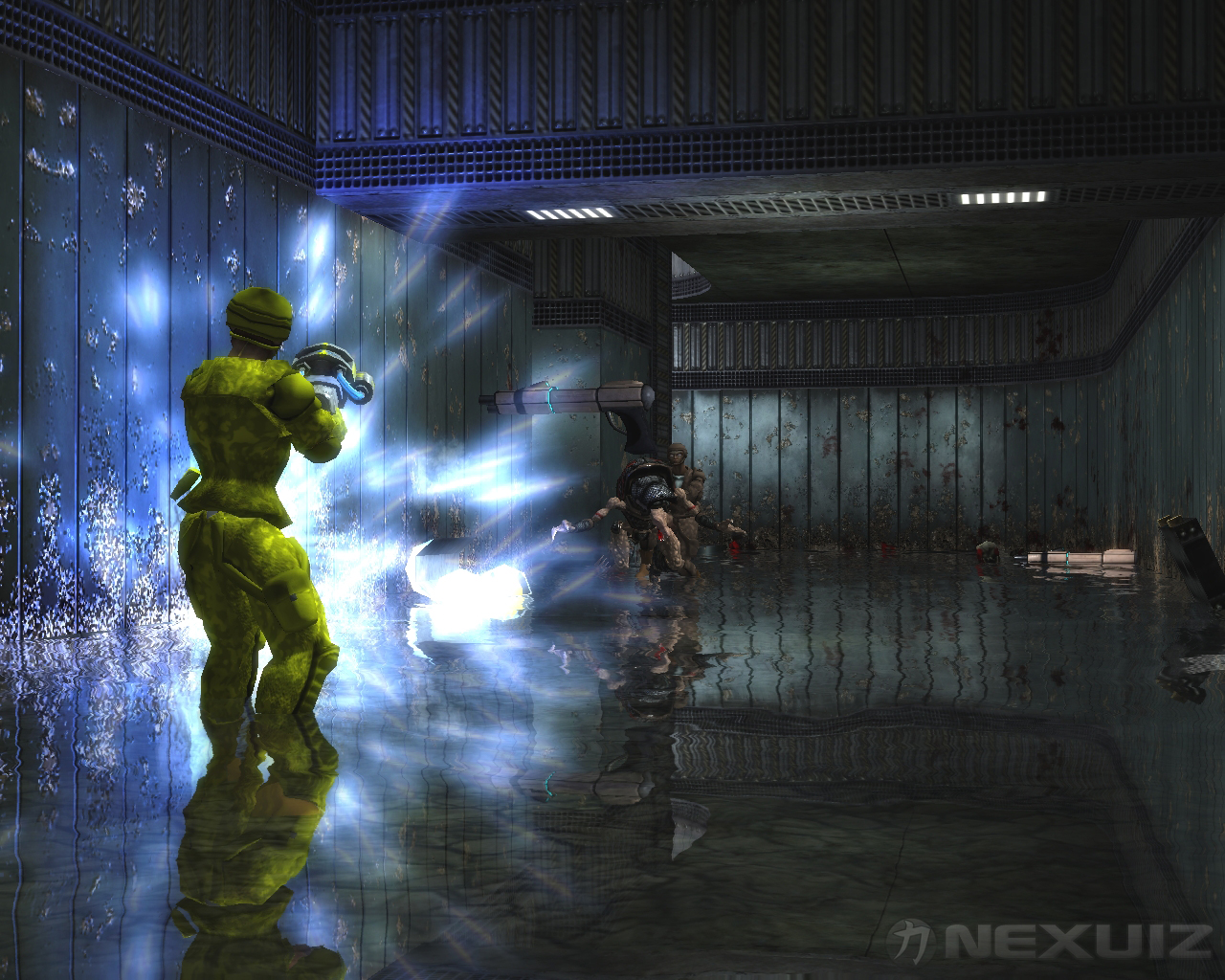
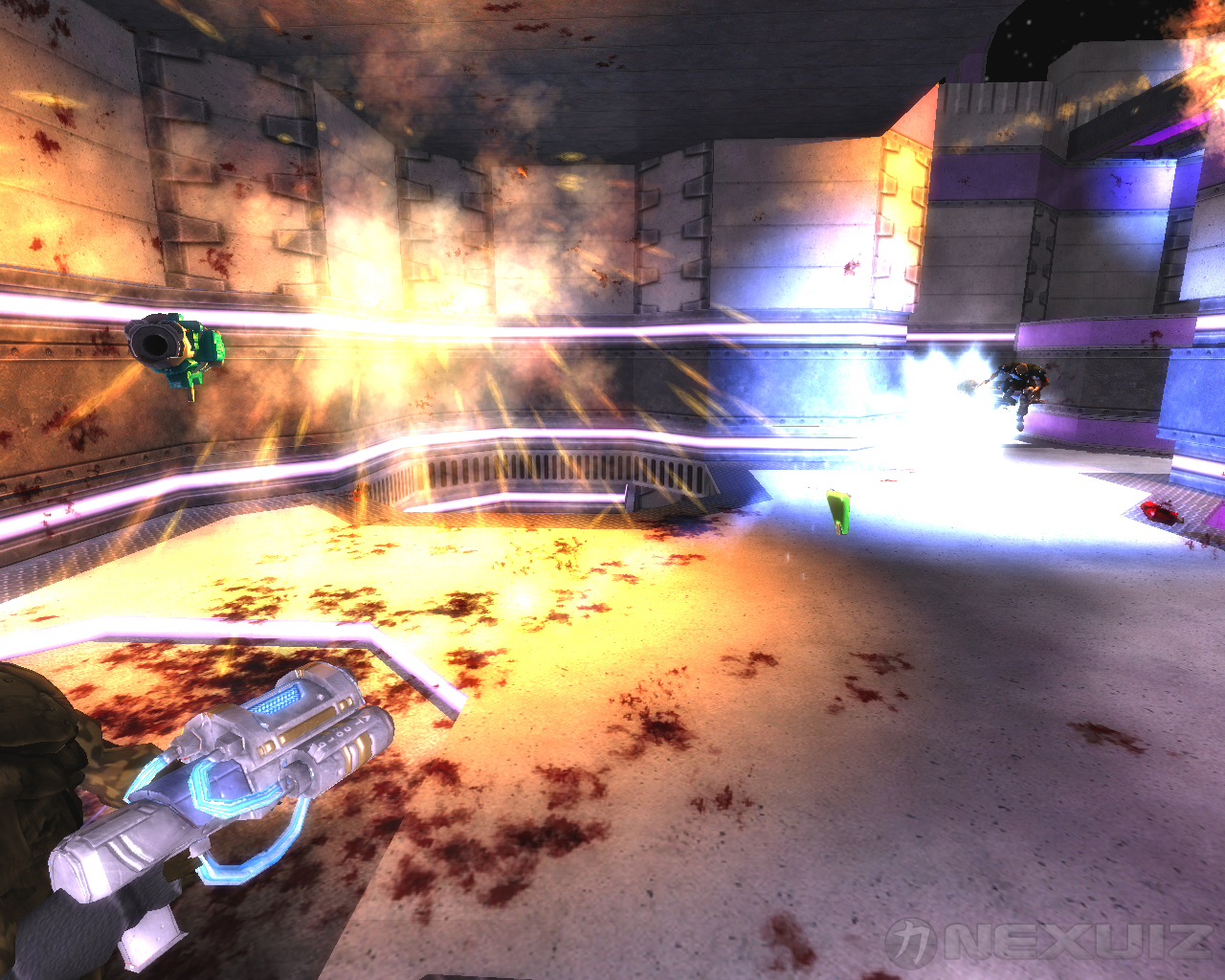
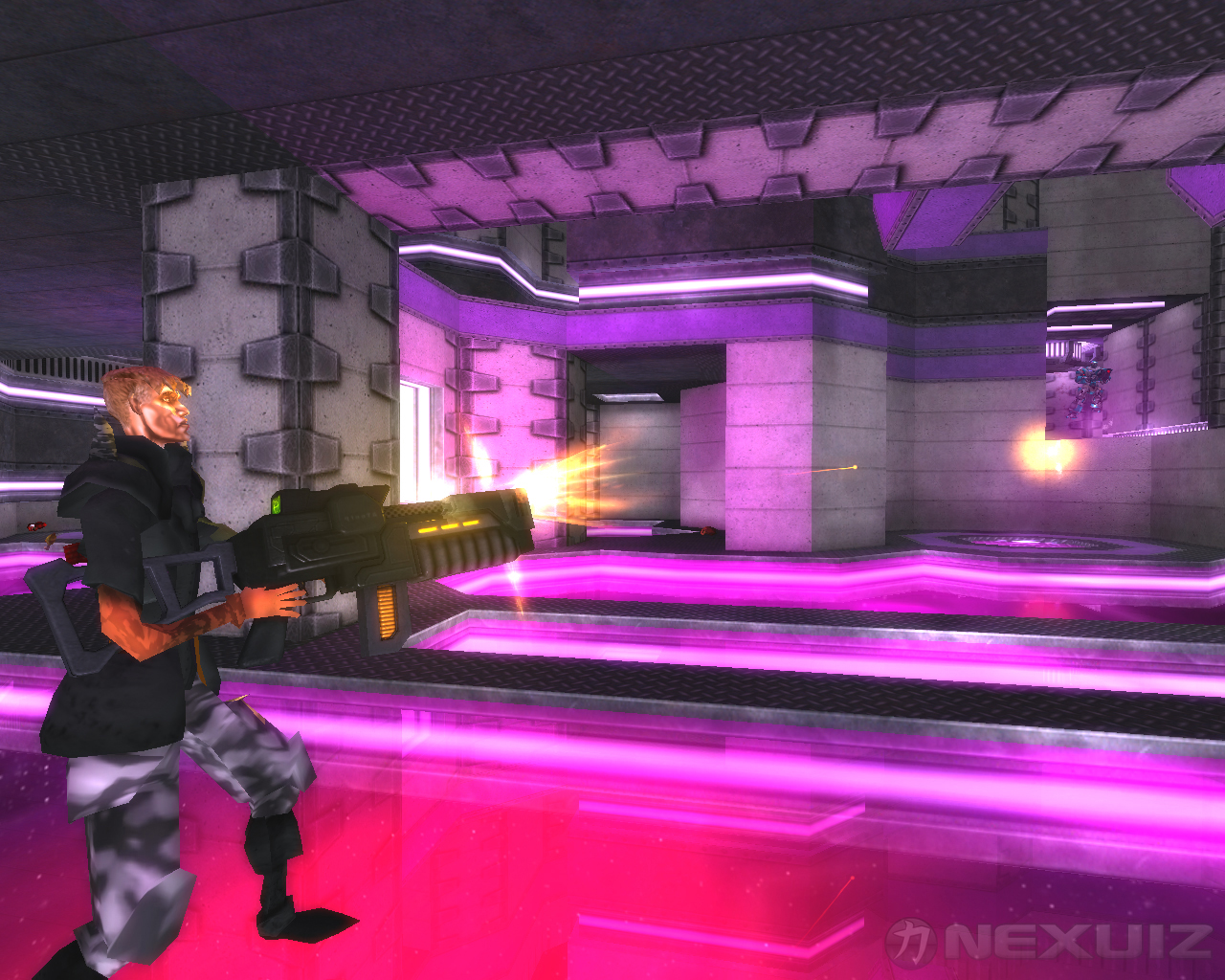
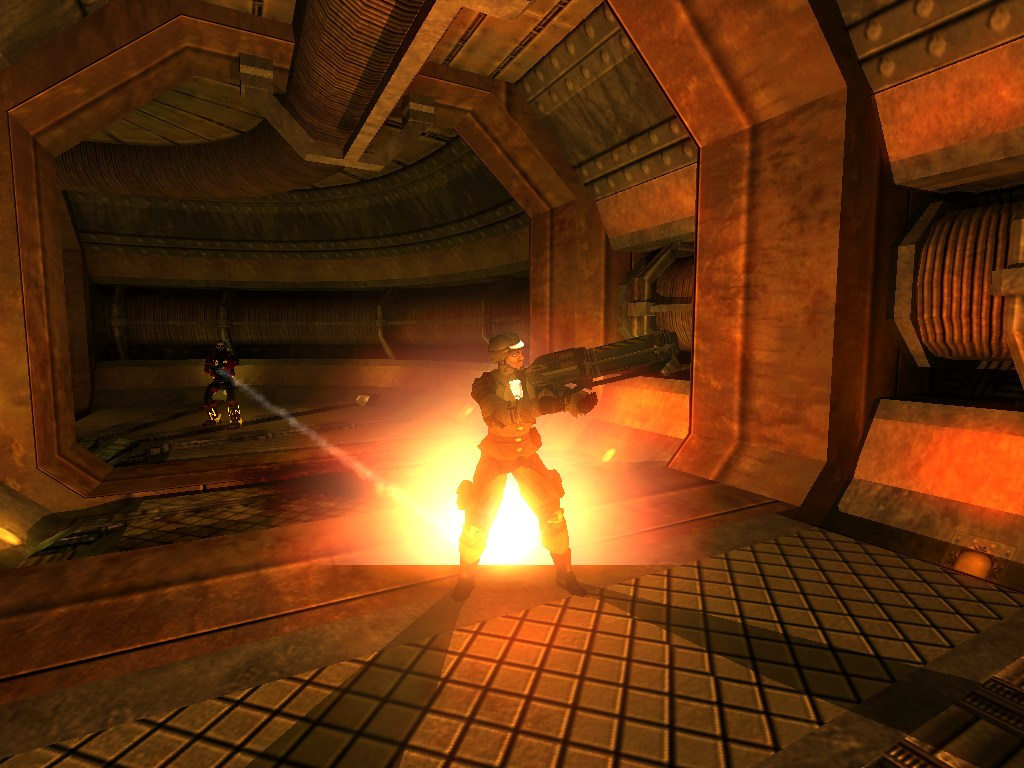
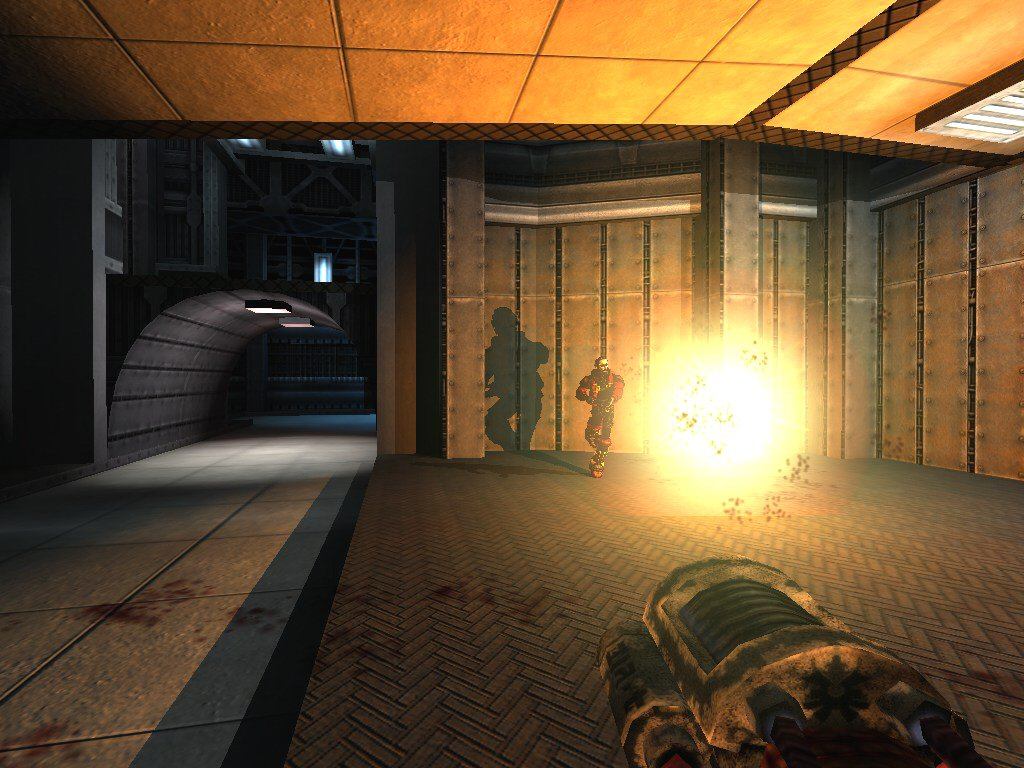
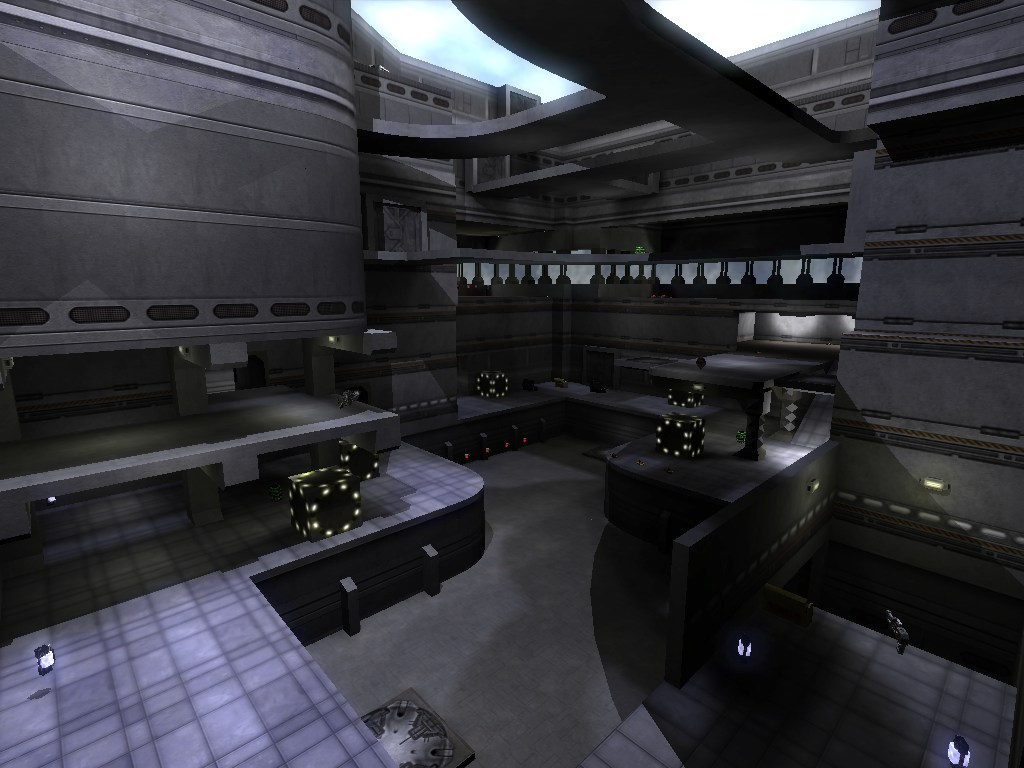
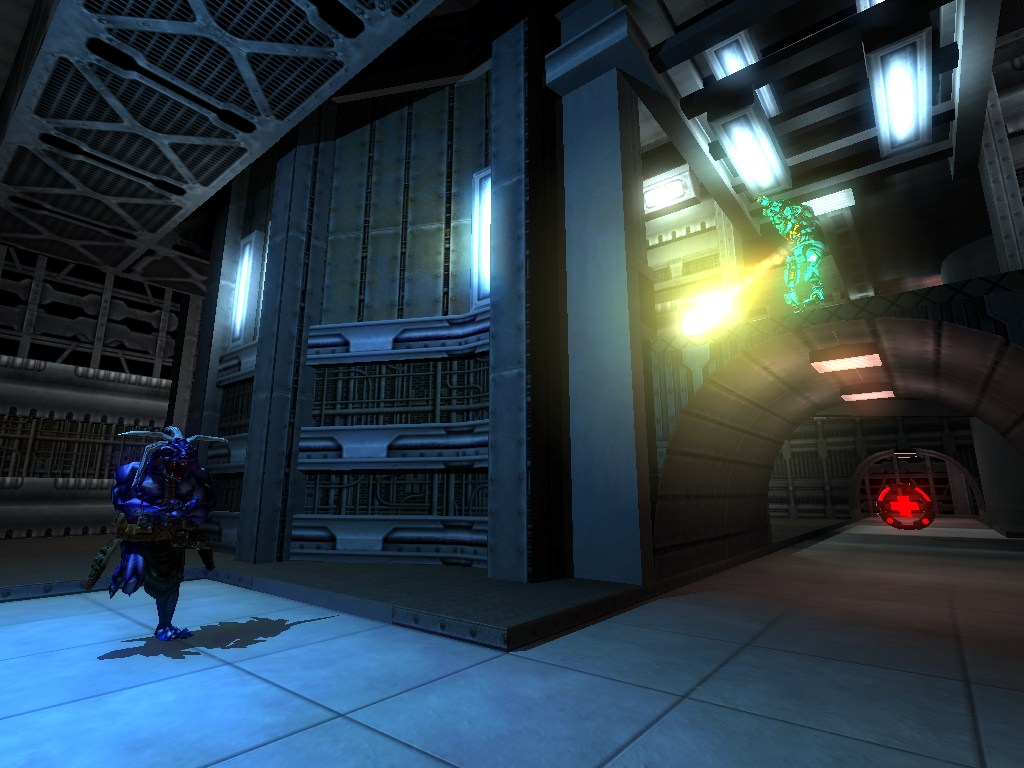
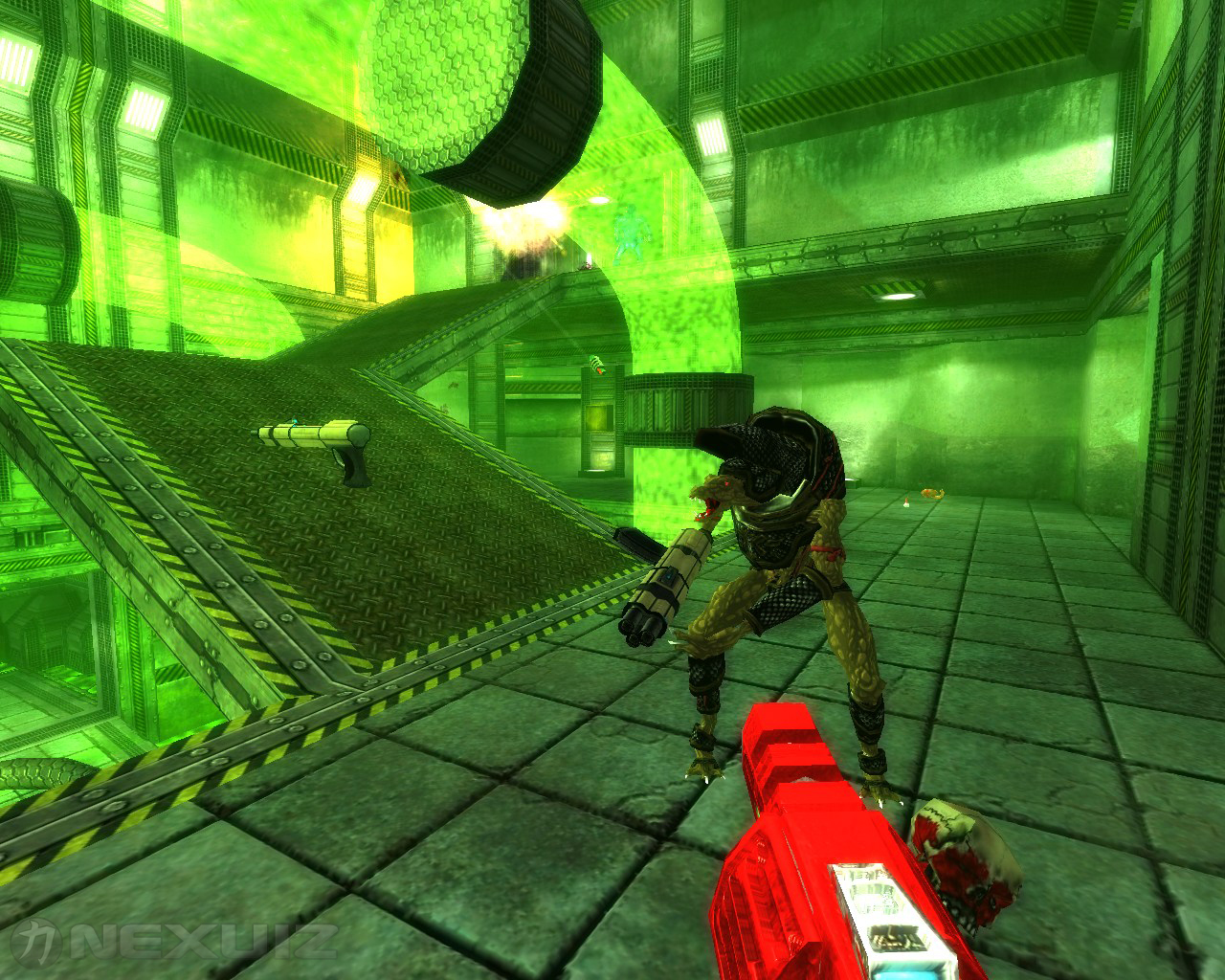
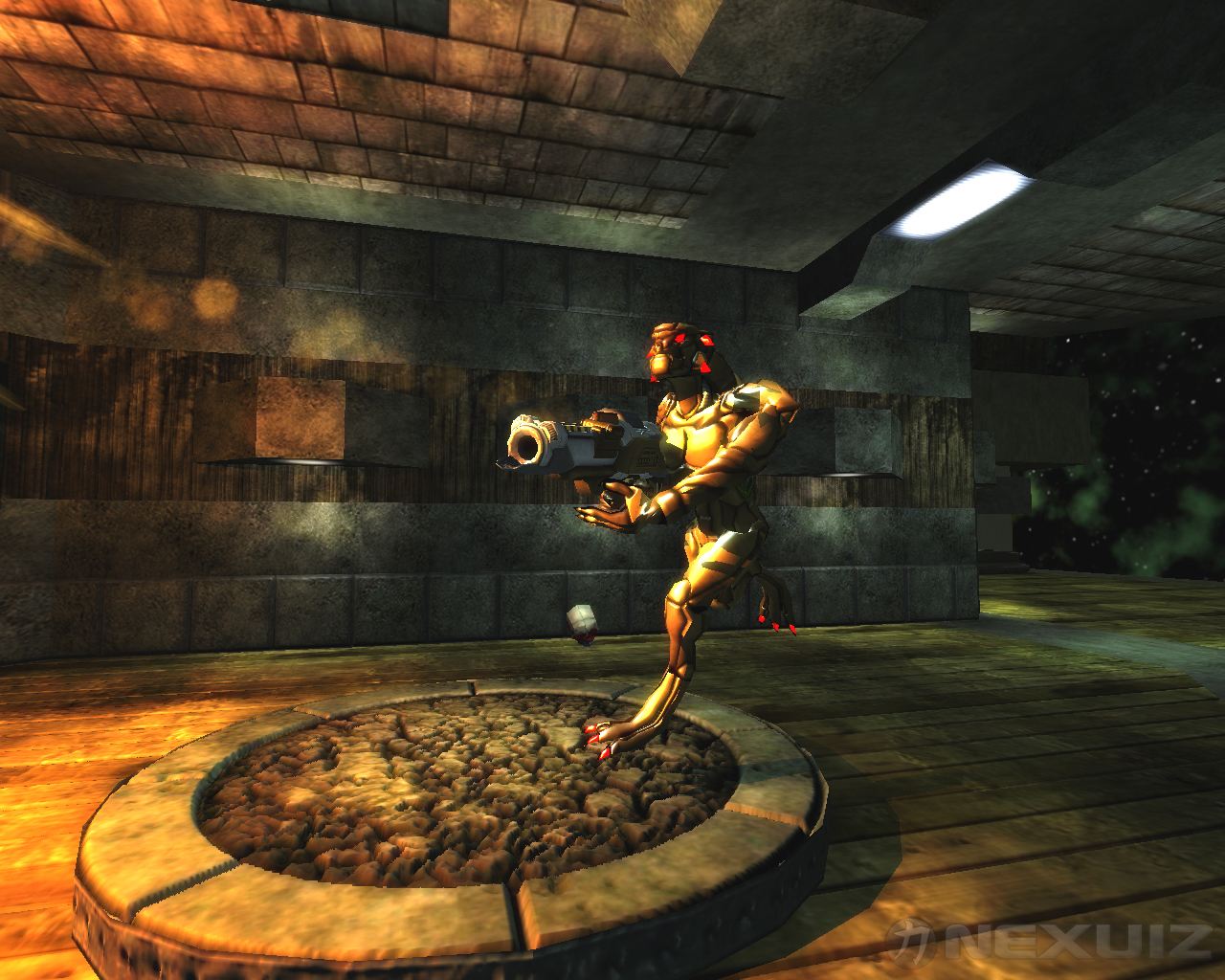
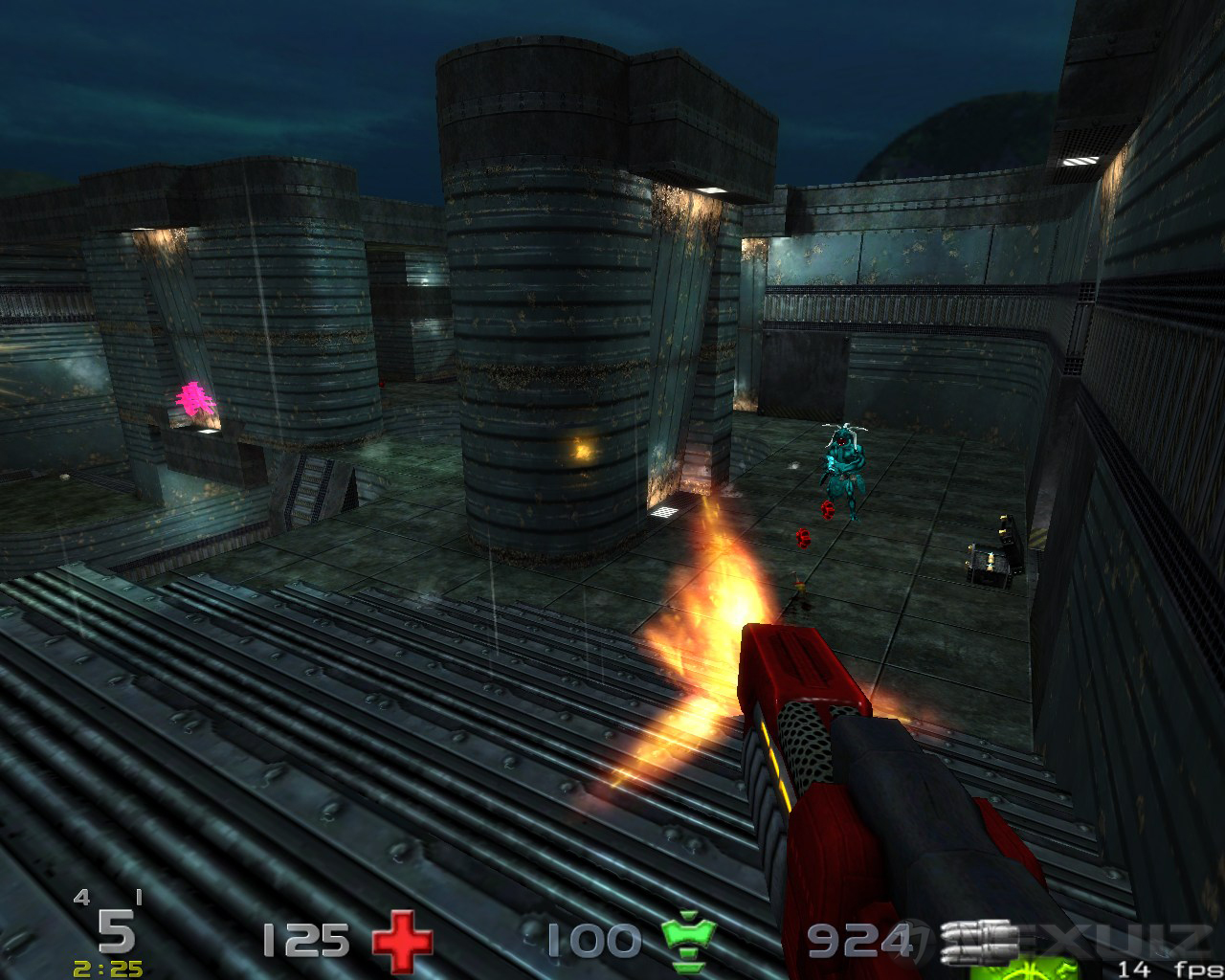

### Versie-overzicht
- 31 mei 2005: 1.0
- 14 februari 2006: 1.5
- 14 juni 2006: 2.0
- 9 september 2006: 2.1
- 29 februari 2008: 2.4
- 3 april 2009: 2.5

## Platforms
- Linux (2005)
- Macintosh (2008)
- Windows (2005)